# Eczemotes transversefasciata
Eczemotes transversefasciata är en skalbaggsart som beskrevs av Stefan von Breuning 1940. Eczemotes transversefasciata ingår i släktet Eczemotes och familjen långhorningar. Inga underarter finns listade i Catalogue of Life.